# 대천사 (스타크래프트)
대천사(영어:Archangel)는 스타크래프트 2 종족인 테란의 유닛이다. 스타크래프트 2의 캠페인과 협동전에서만 등장하는 유닛이다.

## 특징
대천사는 스타크래프트 2에서 새롭게 추가된 유닛으로 바이킹의 강화형인 유닛이다. 일반 바이킹보다 몸집이 거대한 유닛으로 테란의 강력한 비밀 병기이자 최종 병기 중에 하나인 유닛이다. 대천사의 영어 이름인 Archangel을 한글로 그대로 음역하면 아크엔젤이 된다. 일반 바이킹에 비하여 체력, 기본 방어력, 공격력이 매우 우수한 유닛으로 일반 바이킹과 달리 돌격 모드나 전투기 모드는 각각 공대공 공격, 공대지 공격, 지대공 공격, 지대지 공격이 모두 가능하다. 대천사는 체력:1500, 기본 방어력:5, 돌격 모드 상태의 무기인 LB-10 개틀링 기관총 공격력:24, 전투기 모드 상태의 무기인 미사일 발사 공격력:40의 높은 능력치를 가진다. 다만 대천사는 특수한 경우에서만 생산이 가능한 유닛이 된다. 생산할 때 필요한 자원, 인구수, 생산 시간은 광물:600, 가스:600, 인구수:6, 생산 시간:120초가 된다. 군단의 심장에서는 보스로도 등장한 유닛이기도 하며 다른 테란의 최종 병기인 유닛들과 조합하여 강력한 테란의 최종 유닛 조합도 가능하다.

## 같이 보기
- 스타크래프트
- 테란